# مواطنون ومواطنات في دولة
مواطنون ومواطنات في دولة وتعرف إختصارًا باسم ممفد حركة سياسيّة لبنانيّة تطرح نفسها «كإطار سياسي بديل يؤمن بالمواطنيّة كصيغة بديلة عن التبعيّات ويهدف إلى إقامة دولة مدنية ديمقراطية عادلة وقادرة في لبنان تتعامل مع المواطنين والمواطنات من دون وساطة الطوائف». تأسّست الحركة رسميًا على مشارف الانتخابات البلديّة في آذار عام 2016، وتولّى أمانتها العامّة الوزير السابق شربل نحاس.

## الموقف السياسي
ترى الحركة أنّ الطوائف لا تبني دولة، وأنّ السلطة بصيغتها الحاليّة غير قادرة على الاستمرار. وعليه أخذت الحركة خيار المواجهة، فخاضت الانتخابات البلديّة في مختلف المناطق اللبنانيّة وحصلت على 7% من أصوات المقترعين، ثمّ خاضت الانتخابات النيابيّة عام 2018 ضمن لوائح «كلّنا وطني».
بعد انطلاق الاحتجاجات في 17 تشرين 2019، وتبلور عوارض الانهيار الاقتصادي الذي حذرت منه الحركة قبل سنين، طرحت الحركة نفسها كبديل لإدارة المرحلة الانتقاليّة عبر حكومة بصلاحيات استثنائيّة تشريعيّة وقدّمت رؤية سياسيّة للمرحلة رافعةً شعار «توزيع عادل وهادف للخسائر».

## المنهجية
تركّز حركة «مواطنون ومواطنات في دولة» على المقاربة المنهجية من ناحية وعلى الواقعية التقديرية في اختيار المواجهة من ناحية أخرى. الإسهام الحاسم الذي تسعى إليه الحركة في تغيير النظام السياسي الاجتماعي القائم ينتج بحسب الحركة عن تمكنها، عند المفاصل التي تظهر فيها تناقضات النظام بحدة، وبعد أن تكون قد استبقت ظهور هذه التناقضات وتهيأت معرفيا ونضاليا لها، من طرح بديلٍ يتقدم على ما يستطيع النظام طرحه.
وخدمة لذلك، فهي تعتمد الوسائل المنهجية التالية:
- اعتماد الجهد الفكري النقدي أساساً منهجياً.
- مقاربة السلوكيات والمبادرات، الفردية والجماعية، بوصفها تأخذ معانيها العامة من خلال ادراجها في أطر مصلحية ومؤسسية وقيمية محددة، تشكل بمجملها «النظام المجتمعي».
- التعامل مع الواقع بوصفه مؤطرا ضمن «نظام مجتمعي» يبذل الجهد اللازم لمعرفة قواعده والظروف التاريخية المحددة لتشكله، وعمل آلياته المؤسسية وحدود ضبطه وإدارة النزاعات فيه.[7]